# رمز العلامة التجارية
رمز العلامة التجارية ⟨™⟩ :هو رمز للإشارة إلى أن العلامة السابقة هي علامة تجارية، وتحديداً علامة تجارية غير مسجلة، وهو يكمل رمز العلامة التجارية المسجل ⟨®⟩ المحجوز للعلامات التجارية المسجلة لدى الوكالة الحكومية المعنية.
يُستخدم في كندا مكافئ للعلامة التجارية، ⟨🅪⟩ (U + 1F16A) في كيبيك. كما أن كندا تستخدم أيضًا رمز علامة رسمية ⟨Ⓜ⟩ للإشارة إلى أن الاسم أو التصميم المستخدم من قبل السلطات العامة الكندية محمي. تستخدم بعض المنشورات الألمانية أيضًا حرف العلامة التجارية غرافيم ⟨🄮⟩ (U + 1F12E).

## الاستخدام
يشير استخدام رمز العلامة التجارية إلى التأكيد على أن الكلمة أو الصورة أو العلامة الأخرى هي علامة تجارية؛ لا يشير إلى التسجيل أو ينقل الحماية المعززة. يُشَار إلى العلامات التجارية المسجلة باستخدام رمز العلامة التجارية المسجلة، ⟨®⟩، وفي بعض الولايات القضائية، من غير القانوني استخدام رمز العلامة التجارية المسجلة بعلامة لم تُسَجَّل.
يُعد رمز علامة الخدمة ⟨℠⟩ للإشارة إلى تأكيد علامة الخدمة (علامة تجارية لتقديم الخدمات). يعد رمز علامة الخدمة أقل استخدامًا من رمز العلامة التجارية، خاصةً خارج الولايات المتحدة.

## الإدخال في لوحة المفاتيح
- ويندوز: Alt+ 0153 (على لوحة المفاتيح الرقمية)
  - إعداد لوحة المفاتيح الدولية الأمريكية: مفتاح تبديل رسم+T
- ماك أو إس: ⌥ Opt+2 (أو⌥ Opt+⇧ Shift+2 أو⌥ Opt+⇧ Shift+D أو⌥ Opt+⇧ Shift+T في تخطيطات معينة)
- لينكس (وما يشابه): مفتاح إنشاءTM
- كروم أو إس (و لينكس): Ctrl+⇧ Shift+U 2122
  - لوحة المفاتيح البريطانية الموسعة: AltGr+⇧ Shift+8. (ومفتاح تبديل رسم)
- HTML: ™ أو™[9]
- لاتخ: \texttrademark